# Хуан-Долио
Хуан-Долио (исп. Juan Dolio) — небольшой курортный город в провинции Сан-Педро-де-Макорис. На 2010 год население составило 2 488 человек.

## Географическое положение
Бывшая рыбацкая деревушка находится на берегу Карибского моря и простирается вдоль него на 7 км. 
Город находится примерно в 50 км от столицы государства города Санто-Доминго, в 12 км от столицы одноименной провинции города Сан-Педро-де-Макорис, около 23 км от курортного города Бока-Чика и в 30 км от международного аэропорта Лас-Америкас.